# Fußgönheim
Fußgönheim település Németországban, Rajna-vidék-Pfalz tartományban. Lakosainak száma 2560 fő (2023. december 31.). Fußgönheim Ruccheim községgel határos.

## Népesség
A település népességének változása:
| Lakosok száma | 2335 | 2570 | 2607 | 2585 | 2535 | 2560 |
|               | 1975 | 2017 | 2019 | 2021 | 2022 | 2023 |